# Hydrangea macrophylla
Hydrangea macrophylla, llamada popularmente hortensia, es una especie del género Hydrangea originaria de Japón y ampliamente cultivada en Europa.

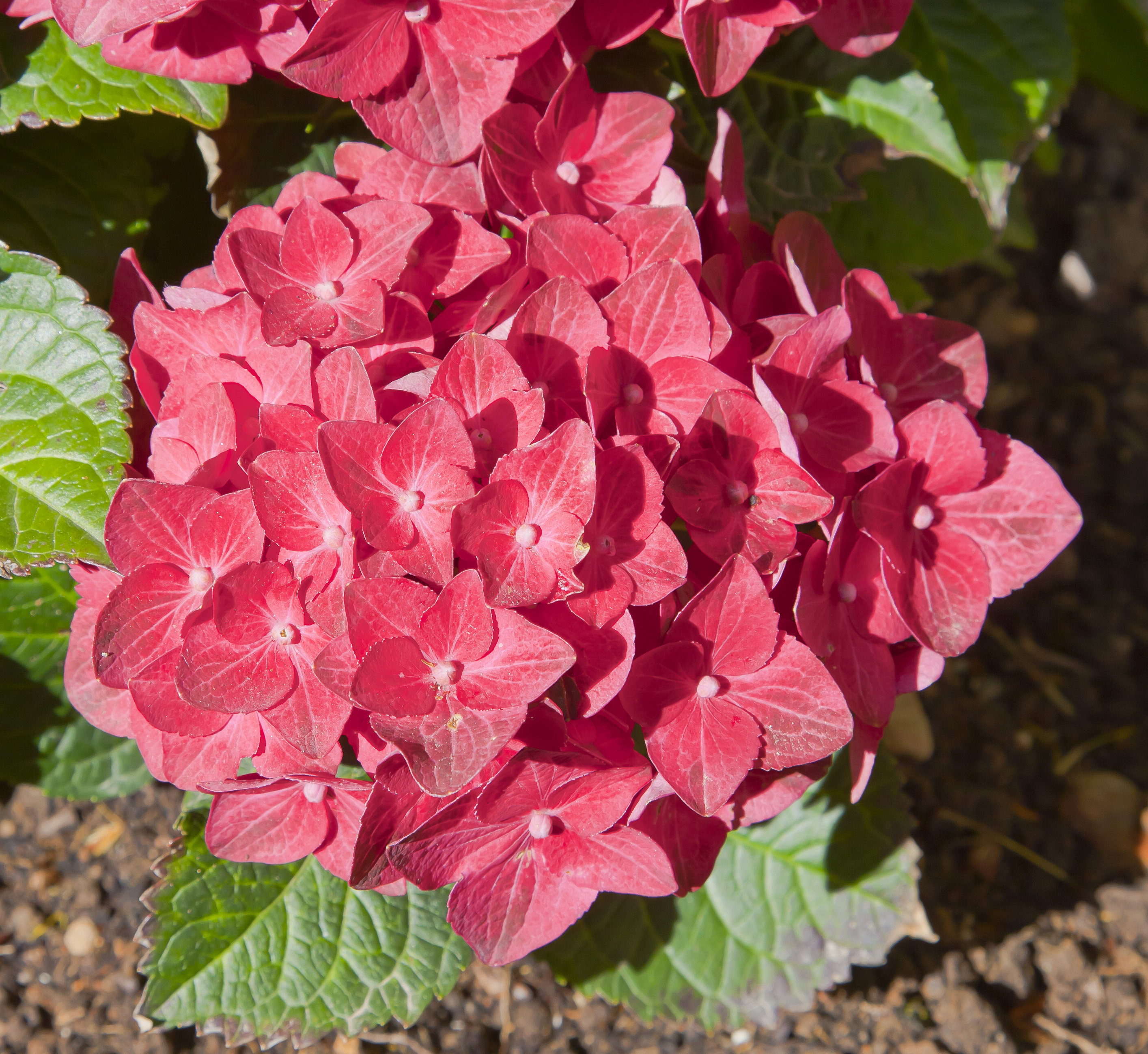
Hortensia con flores rosas

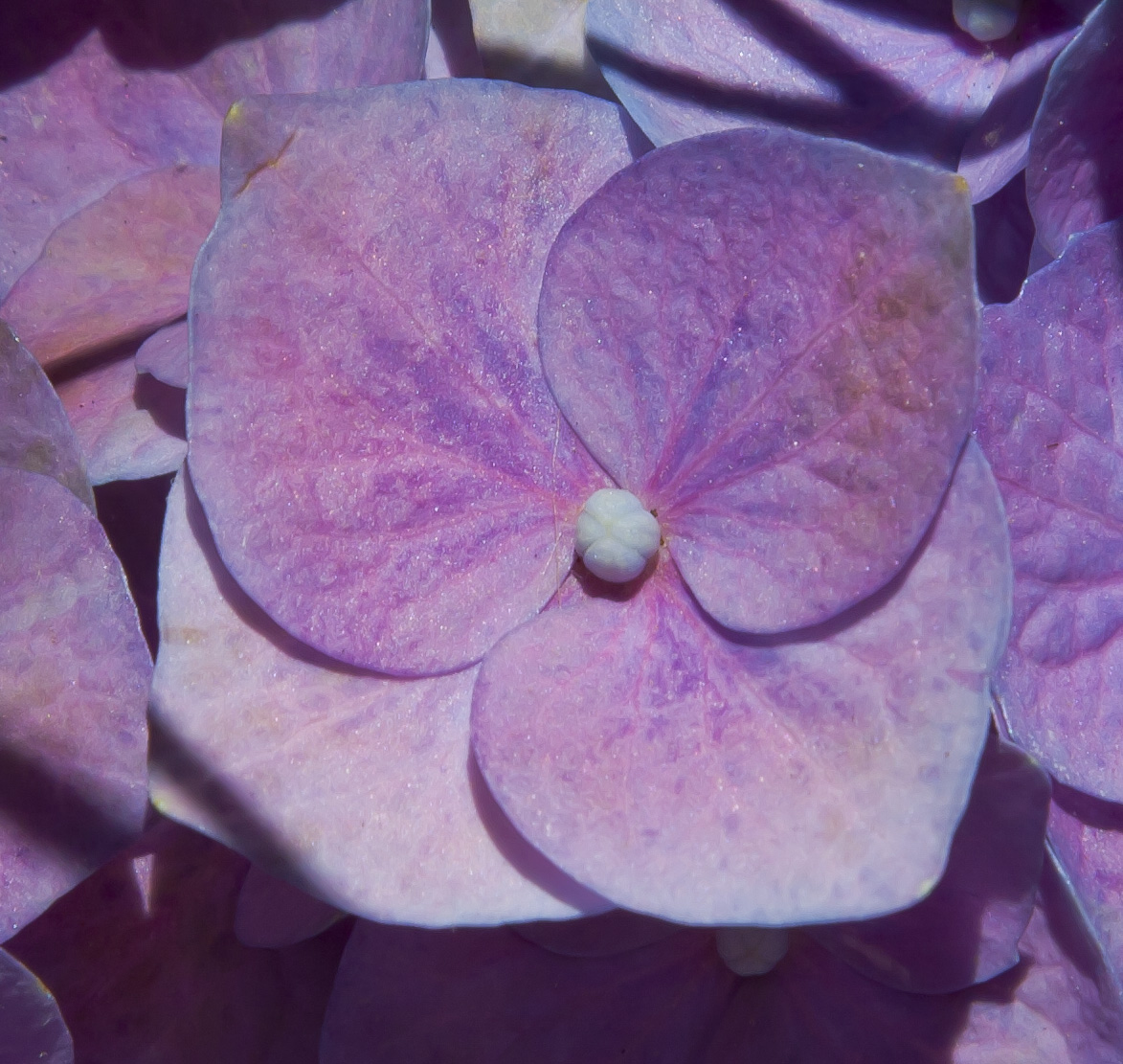
Detalle de una flor.

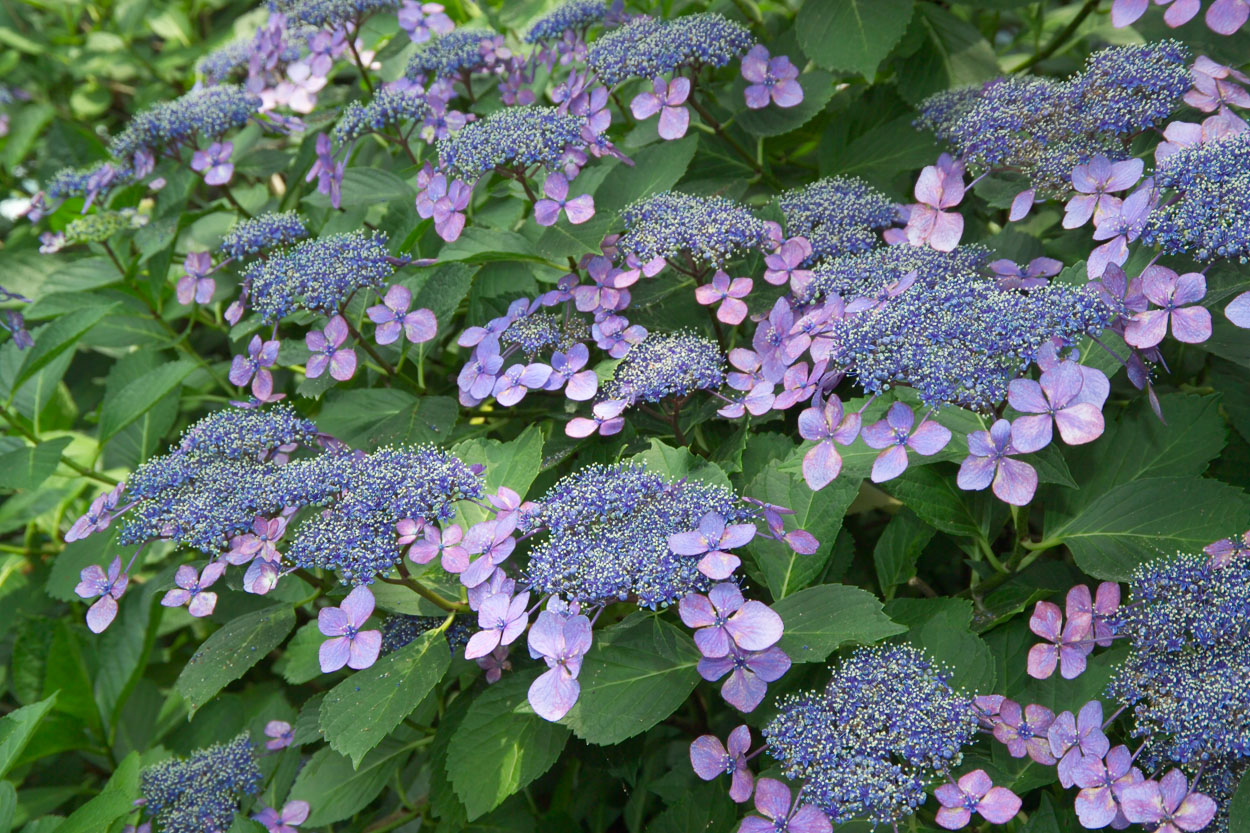
Cultivar con cabezas florales planas H. macrophylla var. 'Gakuajisai'.

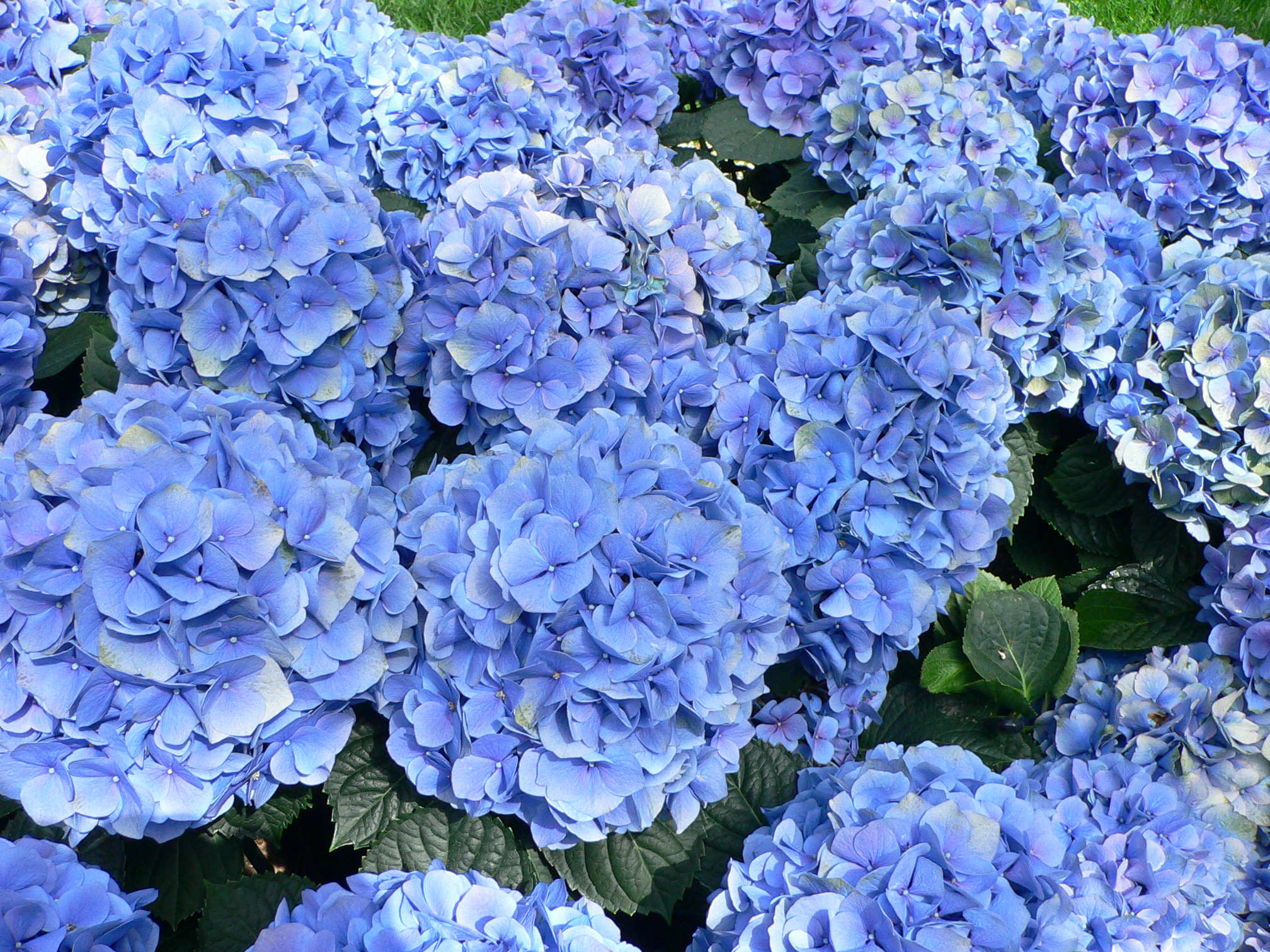
Hortensia con flores azules

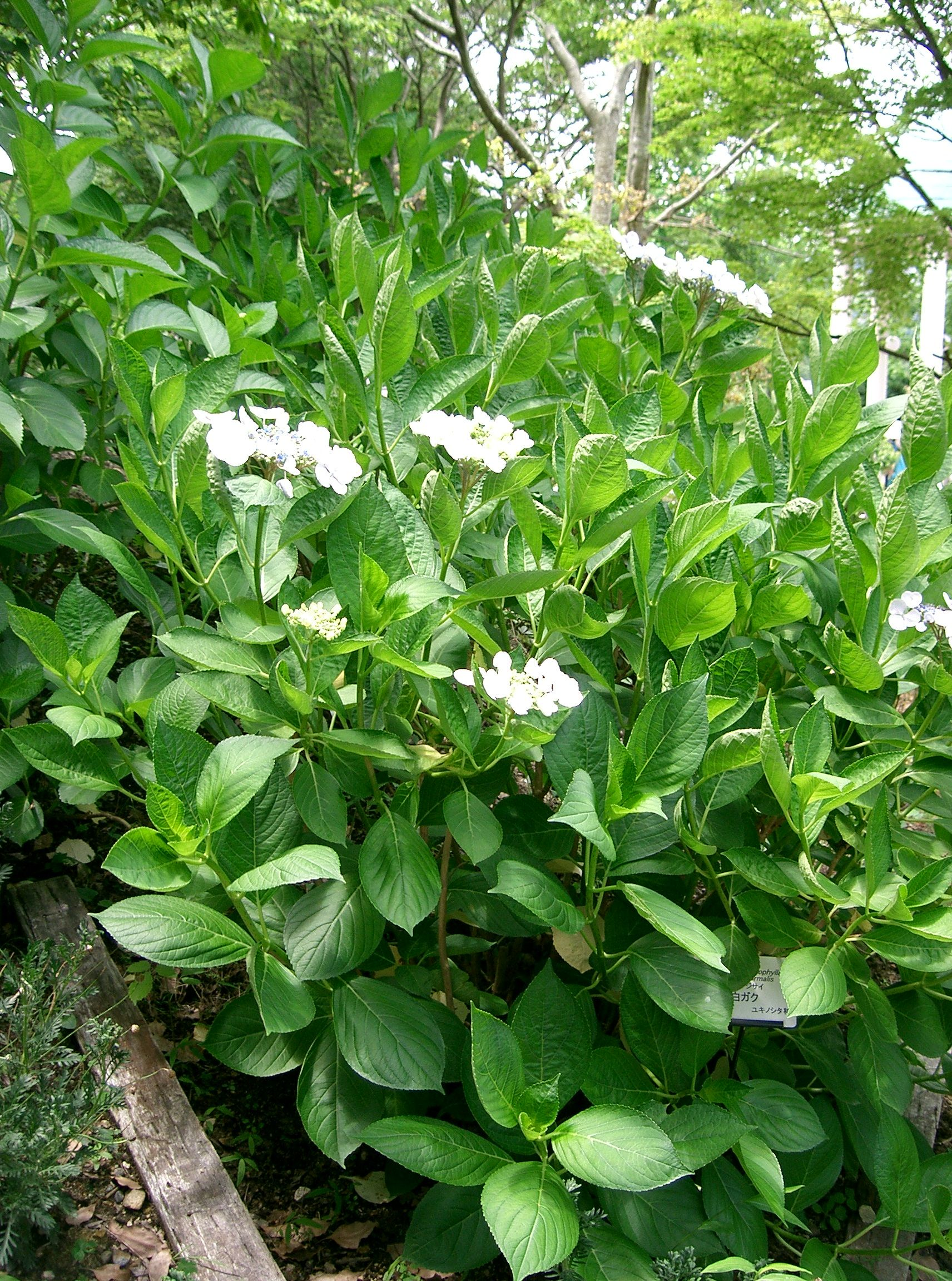
H. macrophylla var. 'hattoriana'

## Descripción
Se trata de un arbusto caducifolio que crecen hasta una altura de entre 1 y 3 m-. Las hojas son opuestas, ovales, dentadas y acuminadas, de entre 7 y 20 cm de longitud, con bordes rudamente dentados. Las inflorescencias se agrupan en corimbos terminales, grandes cabezas globulares, de color blanco, azul, rojo o rosa. 
El color de las flores depende de la cantidad de sulfato de aluminio que contenga el suelo, si este es neutro a alcalino contiene menos aluminio, por lo que se producen flores rosas, con suelos ácidos con un pH de 5,5 o menor, la mayor cantidad de mineral al alcance de las raíces da flores azules. Las blancas no se ven afectadas por los valores de pH. 
La floración se produce desde mediados de la primavera hasta finales del verano.

## Cultivo y usos
La hortensia se cultiva desde tiempos remotos como planta ornamental en Japón, y desde mediados del siglo XIX también de forma extensiva en otras áreas del mundo con climas templados. Hay más de 500 cultivares en el mercado de los dos grupos de H. macrophylla, el de flores globosas tipo "pom-pom" y el de cabezuelas aplanadas en inglés lacecap (cofia de encaje)  como H. macrophylla var. 'Gakuajisai'. Los jardineros suelen poder determinar el color de las flores añadiendo determinados tipos de abono o materia orgánica (ceniza, corteza de pino, etc) para alterar la acidez del suelo. La adición cuidadosa de carbonato sódico puede producir una floración multicolor.
Amacha es una tisana elaborada con hojas fermentadas de H. macrophylla var. 'thunbergii' consumida en Japón.[cita requerida]

## Toxicidad

### Principio activo
El principal principio activo de ésta planta es la hydrangerina, es un glucósido cianogénico, que cuando se rompe, en ciertas circunstancias, libera cianuro de hidrógeno que ataca al sistema nervioso central.

### Intoxicación
A principios de 2014 saltó a la prensa europea la noticia de una práctica insólita; fumar porros de hortensia. Francia y Alemania persiguen los robos de esta planta ornamental, que los jóvenes convierten en material para fumar. Los científicos advierten de que es tóxica y puede matar, según la dosis. «Una cierta ebriedad», se describen sus efectos en Internet; «como un alcohol extraño». No exactamente como fumar cannabis, pero parecido.

### Síntomas
Los síntomas de intoxicación son de tipo gastrointestinal, que pueden ser severos (incluso con presentación de diarrea hemorrágica). 

### Tratamiento
El tratamiento es preventivo y en su caso sintomático y de mantenimiento hasta la eliminación del tóxico, lavados gástricos, carbón activo y protectores gástricos en las primeras cuatro horas de la ingestión, control de las arritmias, de la saturación de oxígeno y de los signos neurológicos que puedan aparecer.

### Intoxicación en animales
Tanto los animales domésticos como los de campo pueden intoxicarse al consumir hojas u otras partes de la planta.

## Taxonomía
Hydrangea macrophylla fue descrita por (Thunb.) Ser. y publicado en Prodromus Systematis Naturalis Regni Vegetabilis 4: 15. 1830.
macrophylla: epíteto latíno que significa "con hojas grandes"

## Variedades populares
Entre algunos de los cultivares populares se encuentran los que han obtenido el Galardón al Mérito en Jardinería (AGM) de la Real Sociedad de Horticultura británica.
- 'Altona' (AGM)[9]
- 'Ami Pasquier' (carmesí oscuro o rojo púrpura)[10]
- 'Beaute Vendomoise' (giant lacecap)
- 'Blue Bonnet'
- 'Blue Wave'
- 'Bluebird'
- 'Endless Summer' (floración perpetua)
- 'Forever Pink'
- 'Lilicana'
- 'Nikko Blue'
- 'Pia' (enana)
- 'Sister Theresa'
- 'Veitchii'